# Wesmaelius helveticus
Wesmaelius helveticus is een insect uit de familie van de bruine gaasvliegen (Hemerobiidae), die tot de orde netvleugeligen (Neuroptera) behoort. 
Wesmaelius helveticus is voor het eerst wetenschappelijk beschreven door H. Aspöck & U. Aspöck in 1964.